# Eggersdorf (Bördeland)
Eggersdorf ist ein Ortsteil der Gemeinde Bördeland im Salzlandkreis in Sachsen-Anhalt. Bis zum 28. Dezember 2007 war Eggersdorf eine selbständige Gemeinde.

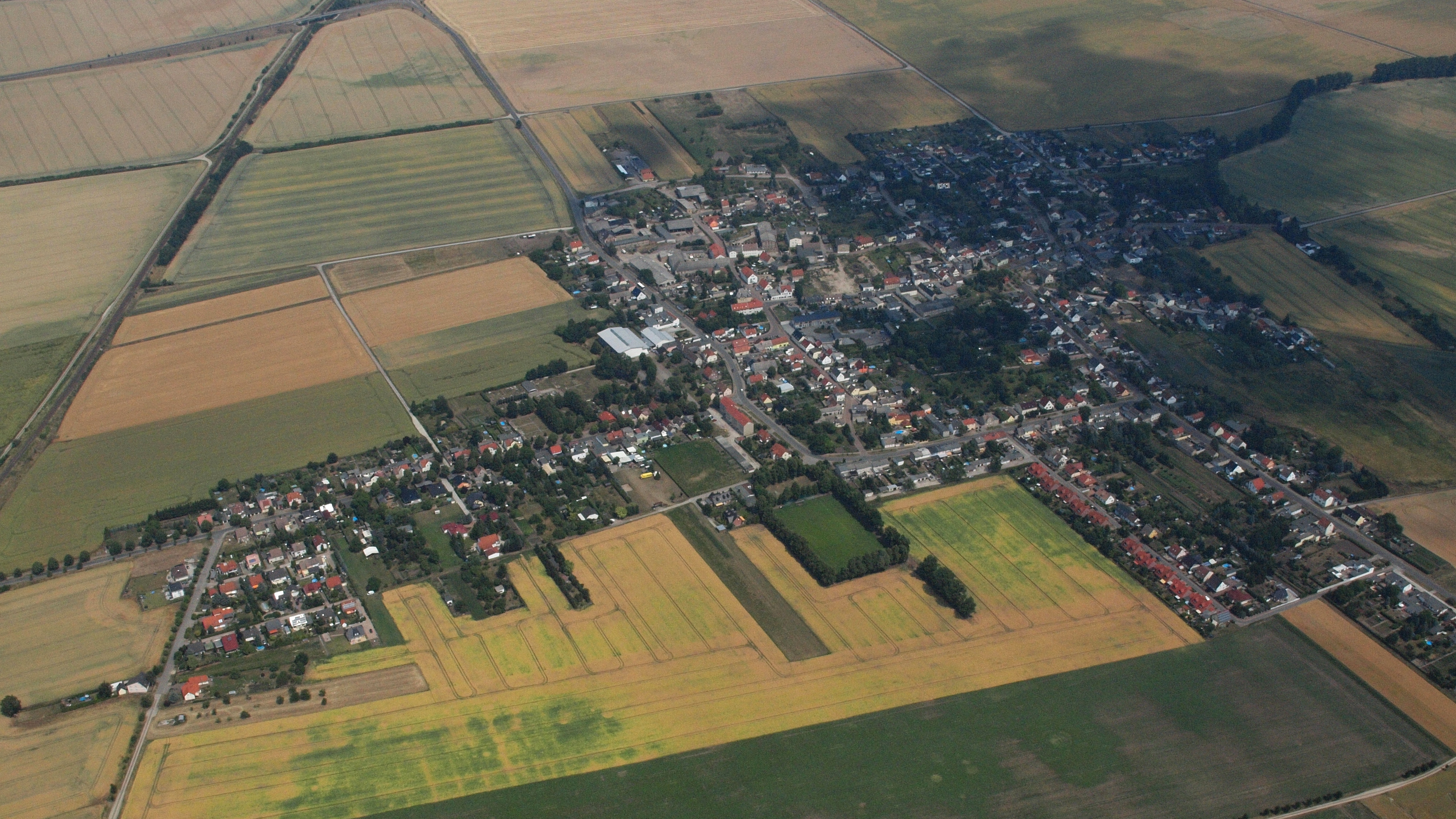
Eggersdorf (Bördeland), Luftaufnahme (2015)

## Geografie
Eggersdorf liegt im Südosten der Magdeburger Börde und südlich der Stadt Schönebeck (Elbe), 4,2 Kilometer Luftlinie entfernt. Der Ort ist umgeben von landwirtschaftlichen Flächen höchster Bodengüte. Die bebaute Zone fällt von Süd nach Nord von 59 auf 56 Meter ab. Im nordwestlichen Ortsgebiet befindet sich mit 77,8 Metern der höchste Punkt. In einem südöstlichen Halbkreis umrundet der vier Kilometer lange Murtzgraben das Dorf vom südwestlich gelegenen gewässerten Braunkohlenschacht bis zum Ortskern, wo er endet. 

## Geschichte

### Mittelalter
Die erste urkundliche Erwähnung des Ortes stammt von Papst Innozenz III., der am 28. Februar 1205 dem Kloster Nienburg den Besitz von drei Hufen Land bei Ekkehardestorp bestätigt. Verschiedene Quellen verweisen auf die Existenz des Ortes bereits im 10. Jahrhundert n. Chr. Zur Zeit der urkundlichen Erwähnung lag Eggersdorf im Machtbereich des Bistums Halberstadt und gehörte zur Grafschaft Mühlingen, einem Lehen der Grafen von Dornburg. 1240 ging das Lehen an die Grafen Arnstein-Barby über. Nach dem Aussterben des Arnstein-Barbyer Geschlechts gingen die Herrschaftsrechte 1659 an das Herzogtum Magdeburg über.
1540 führten die Grafen von Arnstein-Barby die Reformation in der Grafschaft Mühlingen ein. Erster evangelischer Pfarrer in Eggersdorf war ab 1556 Nikolaus Frischmuth. Während des Dreißigjährigen Krieges zogen kaiserliche, schwedische- und kursächsische Truppen durch den Ort, plünderten und brandschatzten. Von den 1616 gezählten 39 Hauswirten ermittelte die Kirchenvisitation von 1651 nur noch vierzehn. 1632 hatte eine Brandkatastrophe die Hälfte des Dorfes zerstört. Die meisten Einwohner waren nach Salze geflohen.

### 18. bis 19. Jahrhundert
1705 arbeiteten 38 Einwohner in der Landwirtschaft, es wurden 561 Stück Nutzvieh gezählt. Um 1750 lebten etwa 250 Einwohner in Eggersdorf. Während der napoleonischen Kriege wurde Eggersdorf von 1806 von den französischen Truppen besetzt, was mit Einquartierungen, Kriegssteuern und anderen Zwangsabgaben einherging. Bis 1813 gehörte der Ort zum französischen Königreich Westphalen und war dem Canton Groß-Salze zugeordnet. Als Preußen nach dem Sieg über Napoleon seine Territorialverwaltung neu ordnete, wurde Eggersdorf ab 1816 in den Landkreis Calbe eingegliedert. 
Mitte des 19. Jahrhunderts veränderte sich bedingt durch die industrielle Revolution die dörfliche Struktur von Eggersdorf. 1853 begann der Braunkohlenabbau in der Eggersdorf-Mühlinger Mulde. Es folgte am 12. Mai 1857 die Eröffnung des Bahnhofes Eggersdorf an dem Streckenabschnitt Schönebeck–Staßfurt. Die Chausseen nach Schönebeck, Großmühlingen und Biere wurden ausgebaut. Während Eggersdorf zuvor rein landwirtschaftlich geprägt war, siedelten sich zahlreiche Industriearbeiter an, sodass sich die Einwohnerzahl von Mitte bis Ende des 19. Jahrhunderts auf 1002 verdoppelte. 1885 wurde der Ort an das Telefonnetz angeschlossen, 1910 erreichten Gas und Elektrizität den Ort. 

### Eggersdorf im 20. Jahrhundert
Während des Ersten Weltkrieges wurden auf den Eggersdorfer Bauernhöfen 30 Kriegsgefangene eingesetzt. Am Ende des Krieges hatte das Dorf 43 Gefallene zu beklagen. Obwohl 1922 der Braunkohlenabbau bei Eggersdorf eingestellt wurde, stieg die Einwohnerzahl weiter an und betrug 1939 1258. Zwischen 1925 und 1928 hatte der Siedlungsverband „Neue Heimat“ sechs Doppelhäuser errichtet. 1934 gründen Arbeitslose die Kleinsiedlungsgenossenschaft „Eigene Scholle“ und bauten in Eigenleistung weitere fünf Doppelhäuser. Im Zweiten Weltkrieg bestand in Eggersdorf ein Außenlager des Gefangenenlagers Altengrabow, dessen Insassen in der Landwirtschaft und in Haushalten arbeiten mussten. Während des Krieges fielen 65 Eggersdorfer Soldaten. 
Am 12. April 1945 wurde Eggersdorf von der US-Armee besetzt, der zwei Wochen später britischen Truppen folgten. Vom 1. Juni 1945 an gehörte das Dorf zur Sowjetischen Besatzungszone (SBZ). Im Zuge der von der Besatzungsmacht angeordneten Bodenreform wurden zwei landwirtschaftliche Betriebe enteignet und anschließend in sieben Neubauernwirtschaften aufgesiedelt. Nachdem 1949 die SBZ von der Deutschen Demokratischen Republik (DDR) abgelöst worden war, kam Eggersdorf im Zuge einer territorialen Neuordnung zum Kreis Schönebeck. 1953 wurde in Erfüllung der Sozialisierung der Landwirtschaft die Landwirtschaftliche Produktionsgenossenschaft (LPG) „Salzfeld“ gegründet, der bis 1960 alle Landwirtschaftsbetriebe des Ortes beitreten mussten. Zwischen 1955 und 1959 errichtete die LPG für ihre Mitglieder elf Einfamilienhäuser. 1964 hatte Eggersdorf 1394 Einwohner, die Zahl erhöhte sich bis 1978, als zahlreiche Familien aus den gefährdeten Altbergbaugebieten des Umlandes in einem Neubauwohnblock mit 20 Wohnungen umgesiedelt wurden. 1979 wurde Eggersdorf an die zentrale Trinkwasserversorgung angeschlossen und 1982 wurden noch einmal 16 Reihenhäuser für LPG-Mitglieder errichtet. 

### Von 1990 bis zum Verlust der Eigenständigkeit
Nach der deutschen Wiedervereinigung wurde 1990 die LPG aufgelöst und von drei privaten Landwirtschaftsbetrieben abgelöst. Eine weitere Ortserweiterung erfolgte 1994 durch den Bau von zehn Einfamilienhäusern. Nach 300 Jahren wurde im Jahre 2000 die Eggersdorfer Schule geschlossen. 2005 entstand das Neubaugebiet „Rötheweg“, auf dem 31 Einfamilienhäuser errichtet wurden. Im Zuge der Kreisreform von 2007 wurde Eggersdorf zum 1. Juli 2007 zunächst in den neugebildeten Salzlandkreis eingegliedert und mit Wirkung zum 29. Dezember 2007 mit 1275 Einwohnern der neuen Gemeinde Bördeland zugewiesen. 

## Politik

### Ortschaftsrat
- SPD: 3
- ProE: 4

Der Ortschaftsrat von Eggersdorf besteht aus 7 Mitgliedern.
Vorsitzender ist Stefan Jacobs (SPD) und Stellvertreter ist Tim Bethge (ProE).

### Wappen
| | Blasonierung: „In Grün eine silberne Mauer mit offenem Tor, im Tor drei goldene Weizenähren nebeneinander.“ |
| Wappenbegründung: Die Farben des Ortes sind Weiß (Silber) - Grün. Im Wappenschild erscheint eine Mauer mit Tor, das die für die Bördedörfer typische flachbogige Toröffnung zeigt. Die in der Toröffnung dargestellten Weizenähren stehen für die Landwirtschaft und symbolisieren den ländlichen Charakter Eggersdorfs. Das Wappen wurde von der Heraldikerin Erika Fiedler aus Magdeburg gestaltet und am 13. Januar 1997 durch das Regierungspräsidium Magdeburg genehmigt. | |

### Flagge
Die Flagge ist weiß - grün (1:1) gestreift (Hissflagge: Streifen von oben nach unten, Querflagge: Streifen von links nach rechts verlaufend) mit dem aufgelegten Ortswappen.

## Sehenswürdigkeiten
- In Eggersdorf befindet sich mit der Dorfkirche St. Martin eines der ältesten Kirchenbauten des Landkreises.
- Auf dem Eggersdorfer Ortsfriedhof befinden sich Grabstätten zweier polnischer Zwangsarbeiter und eines Piloten der United States Army Air Forces, der bei Eggersdorf mit seinem Flugzeug abstürzte, aus der Zeit des Zweiten Weltkrieges.

## Verkehrsanbindung
Eggersdorf liegt an der Kreisstraße 1292, über die die nächsten Städte Schönebeck (4 km), Calbe (10 km) und Staßfurt (18 km) zu erreichen sind. Die Anschlussstelle 7 „Schönebeck“ der Bundesautobahn 14 (Magdeburg - Halle) ist sechs Kilometer entfernt. Der Bahnhof der Bahnstrecke Schönebeck–Güsten befindet sich 1200 Meter westlich der Ortsmitte.